# Kreis Arnstadt
Der Kreis Arnstadt war ein Landkreis im Bezirk Erfurt der DDR. Von 1990 bis 1994 bestand er als Landkreis Arnstadt im Land Thüringen fort. Sein Gebiet liegt heute im Ilm-Kreis in Thüringen. Der Sitz der Kreisverwaltung befand sich in Arnstadt.

## Geographie

### Nachbarkreise
Der Kreis Arnstadt grenzte im Uhrzeigersinn im Norden beginnend an die Kreise Erfurt-Land, Stadtkreis Erfurt, Weimar-Land, Rudolstadt, Ilmenau, Suhl-Land und Gotha.

## Geschichte
Der Kreis wurde im Zuge der Verwaltungsreform in der DDR am 25. Juli 1952 gebildet. Zu ihm gehörten die nördlichen Teile des zuvor bestehenden Landkreises Arnstadt (aus den südlichen wurde der Kreis Ilmenau gebildet) sowie einigen weiteren Gemeinden wie Crawinkel und Kirchheim.
Der Kreis Arnstadt war ein relativ waldarmer, landwirtschaftlich geprägter Kreis. Er umfasste die drei Städte Arnstadt, Stadtilm und Plaue und erstreckte sich von Erfurt an der Nordgrenze bis zum Singer Berg und Oberhof an der Südgrenze. Die DDR-Postleitzahl für den Kreis war die 52.
Am 17. Mai 1990 wurde der Kreis in Landkreis Arnstadt umbenannt. Bis zum 2. Oktober 1990 gehörte der Landkreis zum Bezirk Erfurt, anschließend gehörte er zum neu gebildeten Land Thüringen. Das 1991 vergebene Kfz-Zeichen für den Kreis lautete ARN. Am 1. Juli 1994 wurden der Landkreis Arnstadt und der Landkreis Ilmenau im Süden zum neuen Ilm-Kreis vereinigt. Als einzige bis dahin zum Landkreis Arnstadt gehörende Gemeinde wurde dabei Crawinkel dem Landkreis Gotha zugeordnet. Kreisstadt blieb Arnstadt.

## Gemeinden
Die folgende Liste enthält alle Gemeinden, die dem Kreis Arnstadt während seines Bestehens vom 25. Juli 1952 bis zum 30. Juni 1994 angehörten und alle in dieser Zeit erfolgten Gebietsänderungen.
| - Achelstädt, am 22. Juli 1965 zu Witzleben - Alkersleben - Angelroda - Arnstadt, Stadt - Bittstädt - Bösleben, am 1. Januar 1967 zu Bösleben-Wüllersleben - Bösleben-Wüllersleben, am 1. Januar 1967 neugegründet - Branchewinda, am 1. August 1975 zu Dannheim - Cottendorf, am 16. März 1969 zu Dornfeld - Crawinkel - Dannheim, am 25. März 1994 zu Wipfratal - Dienstedt, am 27. September 1973 zu Dienstedt-Hettstedt - Dienstedt-Hettstedt, am 27. September 1973 neugegründet - Döllstedt, am 24. Januar 1974 zu Nahwinden - Dörnfeld an der Ilm, am 6. April 1994 zu Singerberg - Dornheim - Dosdorf, am 1. August 1975 zu Siegelbach - Ehrenstein - Eischleben, am 8. März 1994 zu Ichtershausen - Elleben - Ellichleben, am 22. Juli 1965 zu Witzleben - Elxleben - Espenfeld, am 24. Januar 1974 zu Siegelbach - Frankenhain - Geilsdorf, am 6. April 1994 zu Singerberg - Görbitzhausen, am 1. August 1975 zu Dannheim - Gossel - Gösselborn, am 6. April 1994 zu Singerberg - Gräfenroda - Griesheim, am 6. April 1994 zu Singerberg - Großhettstedt, am 14. Juli 1961 zu Hettstedt - Großliebringen - Gügleben, am 24. Januar 1974 zu Elleben - Haarhausen - Hausen, am 20. Mai 1963 zu Marlishausen - Hettstedt, am 27. September 1973 zu Dienstedt-Hettstedt | - Holzhausen - Ichtershausen - Kettmannshausen, am 25. März 1994 zu Wipfratal - Kirchheim - Kleinhettstedt, am 14. Juli 1961 zu Hettstedt - Kleinliebringen, am 24. Januar 1974 zu Görbitzhausen - Liebenstein - Marlishausen, am 25. März 1994 zu Wipfratal - Nahwinden - Neuroda, am 25. März 1994 zu Wipfratal - Neusiß - Niederwillingen - Osthausen, am 16. Mai 1968 zu Osthausen-Wülfershausen - Osthausen-Wülfershausen, am 16. Mai 1968 neugegründet - Plaue, Stadt - Rehestädt, 8. März 1994 zu Ichtershausen - Reinsfeld, am 25. März 1994 zu Wipfratal - Riechheim, am 24. Januar 1974 zu Elleben - Rippersroda, am 1. August 1975 zu Neusiß - Roda b. Arnstadt, am 24. Januar 1974 zu Görbitzhausen - Röhrensee, gehörte bis zum 1. Januar 1957 zum Kreis Gotha - Rudisleben - Schmerfeld, am 25. März 1994 zu Wipfratal - Siegelbach, am 14. April 1994 zu Arnstadt - Singen, am 6. April 1994 zu Singerberg - Stadtilm, Stadt - Sülzenbrücken - Thörey, am 24. Januar 1974 zu Ichterhausen - Traßdorf, am 6. April 1994 zu Singerberg - Werningsleben, am 24. Januar 1974 zu Kirchheim - Wipfra, am 25. März 1994 zu Wipfratal - Wipfratal, am 25. März 1994 neugegründet - Witzleben - Wülfershausen, am 16. Mai 1968 zu Osthausen-Wülfershausen - Wüllersleben, am 1. Januar 1967 zu Bösleben-Wüllersleben |

## Kfz-Kennzeichen
Den Kraftfahrzeugen (mit Ausnahme der Motorräder) und Anhängern wurden von etwa 1974 bis Ende 1990 dreibuchstabige Unterscheidungszeichen, die mit den Buchstabenpaaren LB und LC begannen, zugewiesen. Die letzte für Motorräder genutzte Kennzeichenserie war LR 90-01 bis LR 99-99.
Anfang 1991 erhielt der Landkreis das Unterscheidungszeichen ARN. Es wurde bis zum 14. März 1995 ausgegeben, zuletzt bereits für den Ilm-Kreis, in dem es seit dem 29. November 2012 wieder erhältlich ist.